# Northwest Airlink
Northwest Airlink — колишня торгова марка (бренд) магістральної авіакомпанії Сполучених Штатів Америки Northwest Airlines, яка використовувалася рядом регіональними авіаперевізниками США для виконання пасажирських перевезень у великі транзитні аеропорти Northwest Airlines у Міннеаполісу, Детройту та Мемфісу з невеликих аеропортів країни.
Починаючи з липня 2009 року Northwest Airlink починає змінюватися торговою маркою Delta Air Lines, що є частиною сполучення підприємств Delta та Northwest Airlines.
Під брендом Northwest Airlink виконуються рейси на турбогвинтових і регіональних реактивних літаках з великих вузлових аеропортів в Міжнародному аеропорту Міннеаполіс/Сент-Пол, Столичному аеропорту Дейтрот округу Уейн і Міжнародному аеропорту Мемфіс. Маршрутні мережі авіакомпаній, що працюють під брендом Northwest Airlink, з'єднують хаби в першу чергу з малими і середніми містами і селищами США, а також великі аеропорти між собою у випадках, коли необхідно виконання рейсів з малої завантаженням, але високою частотою польотів.

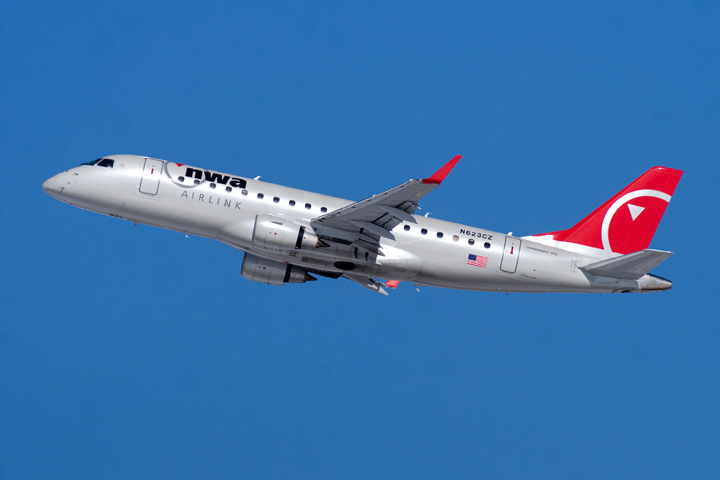
Embraer ERJ-170-200LR авіакомпанії Compass Airlines на зльоту з Міжнародного аеропорту Міннеаполіс/Сент-Пол. 28 лютого 2009 року

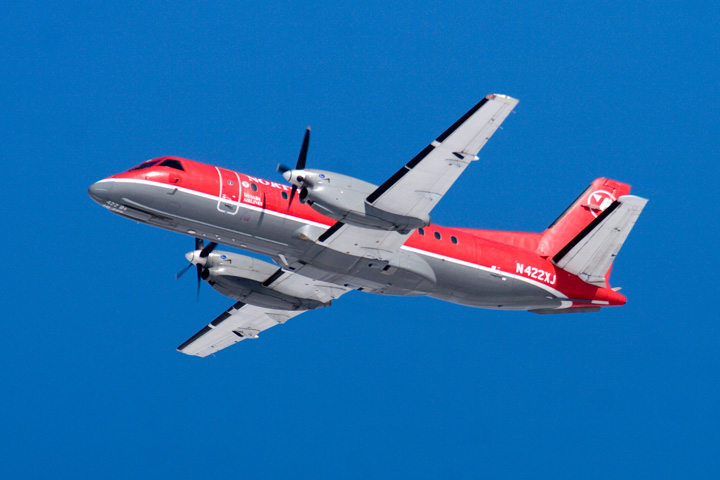
Saab 340B/Plus авіакомпанії Mesaba Airlines на зльоту з Міжнародного аеропорту Міннеаполіс/Сент-Пол. 28 лютого 2009 року

Рейси Northwest Airlink виконуються на 34-х місцевих турбогвинтових літаках Saab 340 і 50-ті місцевих реактивних літаках Bombardier CRJ-200 з однокласній конфігурацією пасажирських салонів. Авіакомпанії Mesaba Airlines і Compass Airlines нещодавно почали використовувати під торговою маркою Northwest Airlink літаки Bombardier CRJ-900 (Mesaba) і Embraer E-175 (Compass), обидві моделі літаків мають пасажирські салони на 76 місць в двокласній конфігурації.
Під торговою маркою Northwest Airlink в даний час працюють три регіональні авіакомпанії:
- Compass Airlines (повністю належить авіакомпанії Delta Air Lines) — експлуатує повітряний флот з літаків Embraer E-175 і працює на всій території США. Компанія була створена на діяли раніше льотних сертифікатів експлуатанта авіакомпанії Independence Air;
- Mesaba Airlines (повністю належить авіакомпанії Delta Air Lines) — експлуатує повітряний флот з турбогвинтових літаків Saab 340, реактивних літаків CRJ-200 та CRJ-900, виконуючи регулярні рейси по всій території країни;
- Pinnacle Airlines (незалежна авіакомпанія) — експлуатує флот з реактивних літаків CRJ-200 по всій території Сполучених Штатів.

Раніше за брендом Northwest Airlink працювали регіональні авіакомпанії Fischer Brothers Aviation, Pacific Island Aviation, Business Express Airlines і Simmons Airlines.

## Авіапригоди і нещасні випадки
- 1 грудня 1993 року, рейс 5719 авіакомпанії Express Airlines II Міннеаполіс/Сент-Пол-Хіббінг (Міннесота), British Aerospace Jetstream 31, реєстраційний номер N334PX. При заході на посадку в аеропорту Хіббінга в трьох милях від злітно-посадкової смуги літак зіткнувся з деревами і впав на землю, загинули 18 осіб. Причиною катастрофи стала помилка командира корабля, вчасно не ухвалив рішення про початок зниження літака, подальша втрата екіпажем орієнтування по висоті при нестабілізованому виведенні на посадку в умовах темного часу доби, туману і крижаної паморозі[1][2].
- 14 жовтня 2004 року, рейс 3701 Літтл-Рок (Аризона)-Міннеаполіс (Міннесота), Bombardier CRJ-200. Літак, що виконував нічний перегінний рейс між аеропортами і слідував без пасажирів, розбився в районі Джефферсон-Сіті (Міссурі). Причиною катастрофи став вихід літака на закритичні кути атаки, зупинка двигунів і неможливість їх перезапуску через пошкодження під час зупинки. Загинули обидва пілоти[3].
- 8 травня 2008 року, рейс 2040 авіакомпанії Compass Airlines Міннеаполіс—Реджайна (Саскачеван), на борту 74 пасажири і 4 члени екіпажу. Літак здійснив вимушену посадку в аеропорту міста Фарго (Північна Дакота) через пожежу в туалетному відсіку. Повідомлень про постраждалих на борту не надходило.[4]